# Villa Deportiva Nacional
La Villa Deportiva Nacional (VIDENA) es un complejo deportivo ubicado en el distrito de San Luis, en la ciudad de Lima, capital del Perú.
Dentro de este recinto, se encuentran las oficinas de las federaciones de fútbol, atletismo, ciclismo, gimnasia, sóftbol, béisbol y lucha. También se ubican las sedes de entrenamiento de las selecciones peruanas de fútbol, atletismo y béisbol. El Comité Olímpico Peruano tiene sus principales oficinas en este sitio.
Cuenta con un centro acuático, estadio de atletismo y 3 instalaciones polideportivas. Actualmente es administrado por el Proyecto Especial de Legado.

## Historia
El 30 de octubre de 1969 el área ocupada se declara el parque zonal n.° 18 Túpac Amaru mediante el Decreto Supremo n.º 032-69-VI.
El 11 de junio de 1981, bajo la presidencia de Fernando Belaúnde Terry entrega al Instituto Nacional de Recreación, Educación Física y Deportes, (INRED) mediante la Resolución Suprema N° 072-81-VC-5600. En 1993, bajo la presidencia de Alberto Fujimori fue construida el recinto sobre un área total de 21,5 hectáreas, sus títulos de propiedad están a nombre del Estado peruano, el cual a su vez los deriva al Instituto Peruano del Deporte para su adecuada utilización.
Entre los años 2009 y 2010, FPB (béisbol), FPS (sóftbol) y parte de la villa olímpica fue alquilada para la elaboración de los cimientos del tren eléctrico. En 2009 se planeó la remodelación para los postular como sede a los Juegos Panamericanos de 2015. En 2010 se anunció la construcción de un coliseo. En el 2014 se inició la construcción del Centro de Alto Rendimiento de Lima.
Para los Juegos Panamericanos y Parapanamericanos se construyó un estadio atlético  para albergar 12 mil personas, un renovado velódromo techado para 2500 personas y un centro acuático para 4 mil personas. El costo para la remodelación y construcción fue de S/. 546 801 955.

## Recintos Deportivos
Está conformado por recintos deportivos, al cual todos ellos forman la Villa Deportiva Nacional:

### Complejo Deportivo de Fútbol
Fue construido en 1996, siendo presidente de la Federación de Fútbol Nicolás Delfino, con un área total cercana a los 50 mil metros cuadrados. Cuenta, entre otras instalaciones, con 3 canchas de medidas reglamentarias, 1 coliseo para la práctica de futsal, 32 habitaciones (todas con baño y accesorios necesarios), 1 suite, 1 gimnasio, 1 auditorio, 6 vestuarios, sauna, jacuzzi, salón de prensa y las oficinas de la FPF, aquí se realizan los entrenamientos de la Selección Peruana de Fútbol.
El 26 de abril de 2024 se realizó la ceremonia de inicio de las obras para renovación del complejo que incluye nuevos edificios. Contará con nuevos edificios como hotel/residencia, edificio Técnico y edificio Corporativo.

### Estadio Atlético de la Villa Deportiva Nacional
Fue construido a la par de la "VIDENA", siendo el complejo más antiguo de toda la construcción, se instaló nueva pista de color azul traída desde Alemania, arreglo para postular Lima, como sede de los Juegos Panamericanos de 2015.

Fue remodelado para albergar los Juegos Panamericanos y Juegos Parapanamericanos.
Cuenta con la Certificación Clase I de la Federación Internacional de Atletismo (IAAF) al cual quedó listo para ser utilizado en el Campeonato Sudamericano de Atletismo, quedando en categoría para encabezar eventos internacionales.

### Centro de Alto Rendimiento de Voleibol
El Centro de Alto Rendimiento de Voleibol es un centro para la práctica continua del voleibol, contando con cuatro canchas de medidas reglamentarias, totalmente techadas y con una iluminación eficiente y piso de material sintético. También contará con una zona de vestuarios y salones de charlas técnicas.

### Centro de Alto Rendimiento de la Villa Deportiva Nacional
Todo esto estará construido sobre un área superior a los 3000 metros cuadrados y ubicados a la espalda de la Sede de Fútbol. En una segunda etapa, se planea construir un albergue para deportistas que vengan de otros lugares. A pesar de lo moderno del complejo, no se contempla trasladar las oficinas de esta Federación a la zona.
El Centro de Alto Rendimiento de la Villa Deportiva Nacional (CAR VIDENA) consta de dos polideportivos y un residencia con capacidad para albergar 252 deportistas. La disciplina de voleibol cuenta con su propia infraestructura en un área cubierta de 3.956 metros cuadrados. Fue inaugurado el 15 de diciembre de 2014.
Cuenta con dos polideportivos: Polideportivo 1 cuenta un área de 9.500 metros cuadrados y acoge a las disciplinas de baloncesto, balonmano y gimnasia; y el Polideportivo 2 que tiene 11.500 metros cuadrados y desarrolla los deportes como karate, bádminton, tiro, esgrima, tenis de mesa, bowling, levantamiento de pesas, lucha y judo. Este último cuenta con un área médica y un gimnasio.

### Velódromo de la Villa Deportiva Nacional
Cuenta con un moderno velódromo es sede para las competencias de Ciclismo de Pista en los Juegos Panamericanos y Para-ciclismo de pista en los Juegos Parapanamericanos. Este escenario cumple con los estándares internacionales y es uno de los más modernos del continente.

### Centro Acuático de la Villa Deportiva Nacional
Es una instalación deportiva acuática, se realizan las competencias de natación, natación artística, clavados y para-natación durante los Juegos Panamericanos y los Juegos Parapanamericanos.  El recinto está certificado por la Federación Internacional de Natación (FINA).

### Bowling Center
El Bowling Center de la Villa Deportiva Nacional es una instalación deportiva para la práctica de bowling. Tiene un moderno escenario y cuenta con 24 pistas de última generación. 
El 13 de abril de 2019, en una ceremonia en donde estuvo Carlos Neuhaus, director ejecutivo de Lima 2019 y otras importantes autoridades del deporte; se hizo entrega del Bowling Center a la Federación Peruana de Bowling en la previa a los Juegos Panamericanos Lima 2019.

## Eventos deportivos
- Campeonato Sudamericano de Menores 2008[22]
- Campeonato Sudamericano de Atletismo de 2009[23]
- Juegos Bolivarianos de 2013
- Juegos Panamericanos de 2019
- Juegos Parapanamericanos de 2019
- Liga 1 2020[24] y 2021
- Liga 2 2020 y 2021